# Siberische roebel

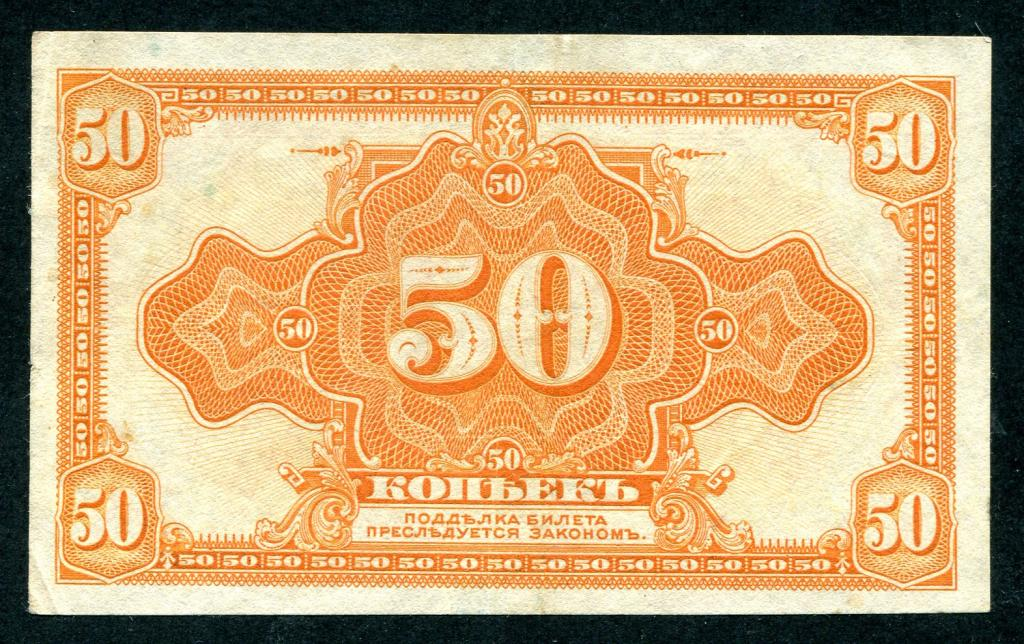
Biljet van 50 Siberische roebel

De Siberische roebel was een munteenheid die achtereenvolgens werd uitgegeven door de Voorlopige Siberische Regering, de Voorlopige Al-Russische Regering en de Russische Regering van de Opperste Heerser Admiraal A.V. Kolchak in Omsk in 1918-1919 en werd wijdverspreid in het gebied van de Wolga, de Oeral, Siberië, Transbaikal, het Verre Oosten en Mantsjoerije.